# Xã Blissfield, Michigan
Xã Blissfield (tiếng Anh: Blissfield Township) là một xã thuộc quận Lenawee, tiểu bang Michigan, Hoa Kỳ. Năm 2010, dân số của xã này là 3.973 người.